# Club Voleibol Haro
Club Voleibol Haro, ou Haro Rioja Vóley, est un club espagnol de volley-ball fondé en 1996 et basé à  Haro qui évolue pour la saison 2014-2015 en Superliga Femenina.

## Palmarès
- Copa de la Reina
  - Vainqueur : 2012, 2013.
- Supercoupe d'Espagne
  - Vainqueur : 2012.
  - Finaliste : 2013.
- Championnat d'Espagne
  - Vainqueur : 2013.
  - Finaliste : 2012.

## Effectifs

### Saison 2014-2015
Entraîneur :  José Miguel Pérez